# Götz von Berlichingen (ridder)
Gottfried "Götz" von Berlichingen (Kasteel Jagsthausen, 15 november 1480 – Kasteel Hornberg, 23 juli 1562), ook bekend als Götz met de IJzeren Hand, was een Duits rijksridder, huurling en dichter. Hij is vooral bekend van het gelijknamige toneelstuk van Johann Wolfgang von Goethe.

## Biografie
Bij het beleg van Landshut in 1504 werd zijn hand afgeschoten en hiervoor verkreeg hij een ijzeren prothese. Von Berlichingen diende als huurling onder diverse meesters en vocht in verschillende oorlogen mee. Als hij niet als huurling actief was ontvoerde hij personen van adel voor losgeld en overviel hij handelskonvooien om aan zijn geld te komen.
In 1525 leidde Von Berlichingen een groep opstandelingen tijdens de Duitse Boerenoorlog. Hij verklaarde voor de rechtbank dat hij gedwongen was door de opstandelingen om met hen mee te strijden, waardoor hij door de keizerlijke rechtbank werd vrijgesproken. De laatste militaire campagnes die Von Berlichingen voerde vonden in de jaren 1540 plaats. In 1542 streed hij tegen de Ottomanen in Hongarije en twee jaar later vocht hij tegen de Fransen onder Keizer Karel V.